# Liga dos Campeões de Futsal da UEFA
A Liga dos Campeões de Futsal da UEFA (em inglês UEFA Futsal Champions League), é uma competição anual de clubes de futsal a nível continental, organizada pela União das Associações Europeias de Futebol (UEFA) e disputada por clubes europeus. Foi fundada em 2001 com o nome UEFA Futsal Cup e substituiu o Campeonato Europeu de Clubes de Futsal, antiga competição de clubes que nunca foi reconhecida como oficial.

## História

### Criação
Antes da UEFA Futsal Cup ser criada, existiram diversas competições europeias de carácter não oficial nomeadamentre o Campeonato Europeu de Clubes de Futsal organizado pela Federação Internacional de Futebol de Salão. Conhecido apenas como futebol de salão no século XX, a modalidade tomou várias variantes com maior ou menor dimensão e mediatismo sendo que a maior destas, denominada futsal no virar do século, é disputada segundo as leis e égide da FIFA.
A edição inaugural da UEFA Futsal Cup foi realizada na época 2001–02. O primeiro torneio foi disputado em eliminatórias, em Lisboa, com as oito melhores equipas europeias a disputarem os oitavos de final da competição. O Playas de Castellón, de Espanha, foi o vencedor, derrotando o Action 21 Charleroi na final.

### De 2002 a 2017 (UEFA Futsal Cup)

Antigo logótipo da competição antes de ser renomeada.

Em 2002–03, o torneio assistiu a uma repetição da edição inaugural, desta vez numa final a duas mãos. Uma vez mais, a formação espanhola saiu vitoriosa do confronto, averbando o seu segundo título europeu consecutivo.
Após 2003, a competição cresceu em número de participantes com a edição de 2002–03 a conter 33 equipas oriundas de 32 países. Porém o domínio espanhol na competição continuou, com o Inter FS a conquistar o troféu após derrotar o SL Benfica num resultado agregado de 7–5. A hegemonia espanhola não chegou a acontecer, com uma vitória belga em 2005 por 10–9 mas o domínio do país ibérico continuou até 2006–07 quando o Dinamo Moscovo derrotou o Inter por 9–7.
Essa edição foi marcada pela primeira vez que 40 clubes participaram na competição e pela introdução de uma final four num no final da competição, formato que perdura até aos dias de hoje.
Em 2007–08, a competição foi alargada a 44 clubes e conquistada por outro clube russo, Ekaterinburg, por 4–1. Em 2009, após um jejum de duas épocas, um clube espanhol voltou a conquistar a competição quando Inter FS bateu o campeão em título por 5–1.
Em 2009–10, um clube português voltou a atingir a final da competição, acabando mesmo por vencê-la. A final, disputada no Pavilhão Atlântico, entre Benfica e o Inter FS originou um recorde de assistência em jogos de futsal com 9400 a presenciarem a vitória do clube português por 3–2.
A presença portuguesa na fase final da competição continuou na época seguinte quando os rivais citadinos Benfica e Sporting apuraram-se para a final four que não continha nenhuma equipa da Espanha ou da Rússia pela primeira vez. Após o Kairat e o Benfica caírem nas semifinais, o ASD Città di Montesilvano conquistou a competição após derrotar o Sporting por 5–2.
O troféu regressou a Espanha em 2012 quando o estreante catalão Barcelona venceu o o Dínamo na final por 3–1. O vencedor da prova alternou entre o Kairat e o Barcelona até 2015 com conquistas cazaques em 2013 e 2015 e outra conquista catalã em 2013.
Em 2014–15, um recorde de 12076 espectadores em Lisboa (no mesmo recinto de 2002 e 2010) viu o Barcelona bater o Sporting CP numa das semifinais desta edição da competição que viria a ser conquistada pelo Kairat. Após esta edição (inclusive), todas as fase finais da competição foram marcadas pela presença de um clube português.
Em 2016, os estreantes russos do Ugra Yugorsk bateram o Inter FS por 4–3, numa final emocionante. O Benfica alcançou o terceiro lugar da competição ao bater o Pescara no desempate por grandes penalidades. Em 2016–17 e 2017–18, a presença do Inter FS e do Sporting CP repetiu-se na final da competição com ambas as finais a caírem para o clube espanhol por 7–0 e 5–2, respetivamente.
Em 2017–18, a UEFA reformulou a competição, permitindo a participação dos vice campeões das 3 federações melhor colocadas no ranking (o vice campeão da quarta federação também participará caso o campeão europeu assegure qualificação via campeonato nacional). Além disto, passaram a existir 2 caminhos: a rota A para equipas melhor cotadas, em que se apuram 12 equipas para a ronda de elite, e a rota B, para equipas pior colocadas no ranking que para além de prever uma fase preliminar apenas apura 4 equipas para a fase de elite.

### De 2018 até ao presente (UEFA Futsal Champions League)
Em 2018–19, a competição passou a chamar-se Liga dos Campeões de Futsal da UEFA e em inglês UEFA Futsal Champions League.

## Vencedores
| UEFA Futsal Cup              | UEFA Futsal Cup         | UEFA Futsal Cup  | UEFA Futsal Cup         | UEFA Futsal Cup                           | UEFA Futsal Cup                           | UEFA Futsal Cup                           |
| Ano                          | Campeão                 | Resultado        | Vice-campeão            | Semi-finalistas                           | Semi-finalistas                           | Semi-finalistas                           |
| ---------------------------- | ----------------------- | ---------------- | ----------------------- | ----------------------------------------- | ----------------------------------------- | ----------------------------------------- |
| 2001–02                      | Playas de Castellón     | 5–1              | Action 21 Charleroi     | MNK Split e Sporting CP                   | MNK Split e Sporting CP                   | MNK Split e Sporting CP                   |
| 2002–03                      | Playas de Castellón     | 7–5 (1–1 / 6–4)  | Action 21 Charleroi     | Furpile Prato e Inter FS                  | Furpile Prato e Inter FS                  | Furpile Prato e Inter FS                  |
| 2003–04                      | Inter FS                | 7–5 (4–1 / 3–4)  | SL Benfica              | Action 21 Charleroi e Playas de Castellón | Action 21 Charleroi e Playas de Castellón | Action 21 Charleroi e Playas de Castellón |
| 2004–05                      | Action 21 Charleroi     | 10–9 (4–3 / 6–6) | Dínamo Moscovo          | ElPozo Múrcia e Inter FS                  | ElPozo Múrcia e Inter FS                  | ElPozo Múrcia e Inter FS                  |
| 2005–06                      | Inter FS                | 9–7 (6–3 / 3–4)  | Dínamo Moscovo          | Kairat Almaty e Shakhtar Donetsk          | Kairat Almaty e Shakhtar Donetsk          | Kairat Almaty e Shakhtar Donetsk          |
| 2006–07                      | Dínamo Moscovo          | 2–1              | Inter FS                | ElPozo Murcia                             | 1–1 (4–3 gp)                              | Action 21 Charleroi                       |
| 2007–08                      | VIZ-Sinara Ekaterinburg | 4–4 (3–2 gp)     | ElPozo Murcia           | Dínamo Moscovo                            | 5–0                                       | Kairat Almaty                             |
| 2008–09                      | Inter FS                | 5–1              | VIZ-Sinara Ekaterinburg | Kairat Almaty                             | 1–0                                       | Dínamo Moscovo                            |
| 2009–10                      | SL Benfica              | 3–2              | Inter FS                | Araz Naxçıvan                             | 2–2 (5–4 gp)                              | Luparense                                 |
| 2010–11                      | Montesilvano            | 5–2              | Sporting CP             | Kairat Almaty                             | 3–3 (5–3 gp)                              | SL Benfica                                |
| 2011–12                      | FC Barcelona            | 3–1              | Dínamo Moscovo          | Marca Futsal                              | 3–3 (4–3 gp)                              | Sporting CP                               |
| 2012–13                      | Kairat Almaty           | 4–3              | Dínamo Moscovo          | FC Barcelona                              | 4–1                                       | Iberia Star Tbilisi                       |
| 2013–14                      | Barcelona               | 5–2              | Dínamo Moscovo          | Araz Naxçıvan                             | 6–4                                       | Kairat Almaty                             |
| 2014–15                      | Kairat Almaty           | 3–2              | Barcelona               | Sporting CP                               | 8–3                                       | Dina Moskva                               |
| 2015–16                      | Gazprom-Ugra Yugorsk    | 4–3              | Inter FS                | SL Benfica                                | 2–2 (2–0 gp)                              | Pescara                                   |
| 2016–17                      | Inter FS                | 7–0              | Sporting CP             | Kairat Almaty                             | 5–5 (6–5 gp)                              | Gazprom-Ugra Yugorsk                      |
| 2017–18                      | Inter FS                | 5–2              | Sporting CP             | Barcelona                                 | 7–1                                       | Győri ETO                                 |
| UEFA Futsal Champions League |                         |                  |                         |                                           |                                           |                                           |
| 2018–19                      | Sporting CP             | 2–1              | Kairat Almaty           | Barcelona                                 | 3–1                                       | Inter FS                                  |
| 2019–20                      | Barcelona               | 2–1              | ElPozo Murcia           | KPRF                                      | 2–2 (3–1 gp)                              | Tyumen                                    |
| 2020–21                      | Sporting CP             | 4–3              | Barcelona               | Inter FS e Kairat Almaty                  | Inter FS e Kairat Almaty                  | Inter FS e Kairat Almaty                  |
| 2021–22                      | Barcelona               | 4–0              | Sporting CP             | SL Benfica                                | 5–2                                       | ACCS Asnières Villeneuve 92               |
| 2022–23                      | Palma                   | 1–1 (5-3 gp)     | Sporting CP             | SL Benfica                                | 4–3                                       | Anderlecht                                |
| 2023–24                      | Palma                   | 5–1              | Barcelona               | SL Benfica                                | 6–3                                       | Sporting CP                               |
| 2024–25                      | Palma                   | 9–4              | Kairat Almaty           | Jimbee Cartagena                          | 2–2 (3-1 gp)                              | Sporting CP                               |

## Estatísticas

### Por equipa
| Equipa                  | Títulos | Finalistas | Anos (Títulos)               | Anos (Finalistas)            |
| ----------------------- | ------- | ---------- | ---------------------------- | ---------------------------- |
| Inter FS                | 5       | 3          | 2004, 2006, 2009, 2017, 2018 | 2007, 2010, 2016             |
| Barcelona               | 4       | 3          | 2012, 2014, 2020, 2022       | 2015, 2021, 2024             |
| Palma                   | 3       | 0          | 2023, 2024, 2025             |                              |
| Sporting CP             | 2       | 5          | 2019, 2021                   | 2011, 2017, 2018, 2022, 2023 |
| Kairat Almaty           | 2       | 2          | 2013, 2015                   | 2019, 2025                   |
| Playas de Castellón     | 2       | 0          | 2002, 2003                   |                              |
| Dínamo Moscovo          | 1       | 5          | 2007                         | 2005, 2006, 2012, 2013, 2014 |
| Action 21 Charleroi     | 1       | 2          | 2005                         | 2002, 2003                   |
| VIZ-Sinara Ekaterinburg | 1       | 1          | 2008                         | 2009                         |
| SL Benfica              | 1       | 1          | 2010                         | 2004                         |
| Montesilvano            | 1       | 0          | 2011                         |                              |
| Gazprom-Ugra Yugorsk    | 1       | 0          | 2016                         |                              |
| ElPozo Murcia           | 0       | 2          |                              | 2008, 2020                   |
| Total                   | 24      | 24         |                              |                              |

### Por país
| Rank  | País        | Títulos | Finalistas | Terceiro lugar | Total |
| ----- | ----------- | ------- | ---------- | -------------- | ----- |
| 1     | Espanha     | 14      | 8          | 5              | 27    |
| 2     | Portugal    | 3       | 6          | 5              | 14    |
| 3     | Rússia      | 3       | 6          | 2              | 11    |
| 4     | Cazaquistão | 2       | 2          | 3              | 7     |
| 5     | Bélgica     | 1       | 2          | 0              | 3     |
| 6     | Itália      | 1       | 0          | 1              | 2     |
| 7     | Azerbaijão  | 0       | 0          | 2              | 2     |
| Total | Total       | 24      | 24         | 18             | 66    |

Nota: Não houve jogo de disputa do terceiro lugar antes de 2006/07 nem em 2020/21.